# Seventh Avenue
La Seventh Avenue (en català Setena Avinguda) o Adam Clayton Powell Jr. Boulevard, és una avinguda de Manhattan, a New York. A partir dels anys 1970, la porció de l'avinguda situada entre el carrer 34 i el 39 s'ha anomenat oficialment Fashion Avenue.

## Llocs d'interès
- Penn Station i el Madison Square Garden se situen a la cantonada amb el carrer 34.
- Time Square es troba a l'altura del carrer 42.
- El Carnegie Hall es troba aa la cantonada del carrer 57.
- El Village Vanguard, un dels més famosos clubs de jazz de New York, a l'altura del carrer 11.